# Jairo Ortega Ramírez
Jairo Ortega Ramírez (Medellín, 1942) es un abogado y político colombiano, conocido por impulsar la trayectoria política de Pablo Escobar.

## Biografía
Fue tesorero municipal de Medellín. Decano de la Facultad de Derecho de la Universidad de Medellín.  Elegido varias veces como representante a la Cámara por Antioquia entre 1978 y 1990. Lugarteniente de Alberto Santofimio y Alfonso López Michelsen.
Era el titular de la candidatura a la Cámara de Representantes de 1982, por el Movimiento Renovación Liberal, siendo su suplente Pablo Escobar, quienes habían sido expulsados del Nuevo Liberalismo por Luis Carlos Galán. Fue protagonista en el escándalo entre Escobar y el ministro de justicia Rodrigo Lara Bonilla en 1984. Promovió una ley de "narcomico", junto a otros 21 parlamentarios en 1989, y en 1991 se retiró de la vida política tras no ser elegido.
Fue profesor en la Universidad Cooperativa de Colombia y la Universidad de Medellín.
En 2005 rindió indagatoria por el caso del asesinato de Luis Carlos Galán. Para 2018 fue llamado a indagatoria por el asesinato de Rodrigo Lara Bonilla.

## En la cultura popular
- Fue interpretado por Fabio Restrepo como Javier Ortiz en Pablo Escobar, el patrón del mal.[27]
- En la serie Tres Caínes fue interpretado por el actor Christian Gómez.
- Diego Vásquez interpretó a Ortega en un papel menor en la serie Alias el Mexicano.